# Rootes-Gruppe

Vorzugsaktie der Rootes Motors Ltd vom 17. Mai 1951

Die Rootes Motors Limited, besser bekannt als Rootes-Gruppe, englisch Rootes Group war ein britischer Automobil-Konzern, dem
Hillman, Humber, Sunbeam, Commer, Karrier, Singer sowie der englische Teil von Clement Talbot angehörten.

## Geschichte
Gegründet wurde die Unternehmensgruppe im Jahre 1935 von William Rootes, einem ehemaligen Autoverkäufer, der nach und nach die einzelnen Hersteller aufkaufte, darunter S. T. D. Motors. Das Rootes-Stammwerk befand sich nordwestlich von Ryton-on-Dunsmore und wurde 1940 zum Bau von Flugmotoren und Bombern gebaut. 1978 wurde es von Peugeot übernommen und Ende 2006 geschlossen.
Auffällig war das Badge-Engineering unter den Konzernmarken. So lagen den im Jahr 1962 angebotenen 18 PKW-Typen lediglich drei verschiedene Motor-Grundtypen, drei Bodengruppen und zwei etwas verschiedene Fahrwerke zugrunde. Die Einstiegsmarke war Hillman; Sunbeam war für sportliche und Humber und Singer für luxuriöse Fahrzeuge zuständig. In der automobilen Spitzenklasse war Rootes nie vertreten. Der Versuch, mit dem Sunbeam Thirty eine Staatskarosse zu konstruieren, scheiterte 1936 nach dem Bau von drei oder vier Prototypen.
Nach wirtschaftlichen Schwierigkeiten, ausgelöst unter anderen durch die Probleme mit dem wenig erfolgreichen Hillman Imp, wurde das Unternehmen 1967 vom Chrysler-Konzern übernommen und zusammen mit Simca (Frankreich) und Barreiros (Spanien) Teil von Chrysler Europe. Mitte der 1970er Jahre wurden alle Marken der Rootes-Gruppe zugunsten der Bezeichnung Chrysler aufgegeben. 1978 verkaufte Chrysler sein Europa-Geschäft an Peugeot, das die Chrysler Europe-Modelle zunächst unter dem Markennamen Talbot weiterführte. Da es jedoch nicht gelang, Talbot wirtschaftlich zu betreiben, wurde die Marke 1986 aufgegeben und ging in Peugeot auf.
Auch nach dem Ende der Rootes-Gruppe blieben zwei Fahrzeuge dieses Konzerns noch lange bei Lizenznehmern in Produktion: der ab 1971 in Argentinien als Dodge 1500 gebaute Hillman Avenger wurde von 1982 – nach Übernahme der südamerikanischen Chrysler/Dodge-Werke durch Volkswagen im Jahr 1980 – bis zum Ende der Produktion 1990 als VW 1500 verkauft (nicht verwandt mit dem gleichnamigen deutschen VW-Modell Typ 3). Der Hillman Hunter wurde im Iran von Iran Khodro als Paykan 1600 mit anderem Motor bis 2005 gebaut.

## Die Rootes-Gruppe in Deutschland

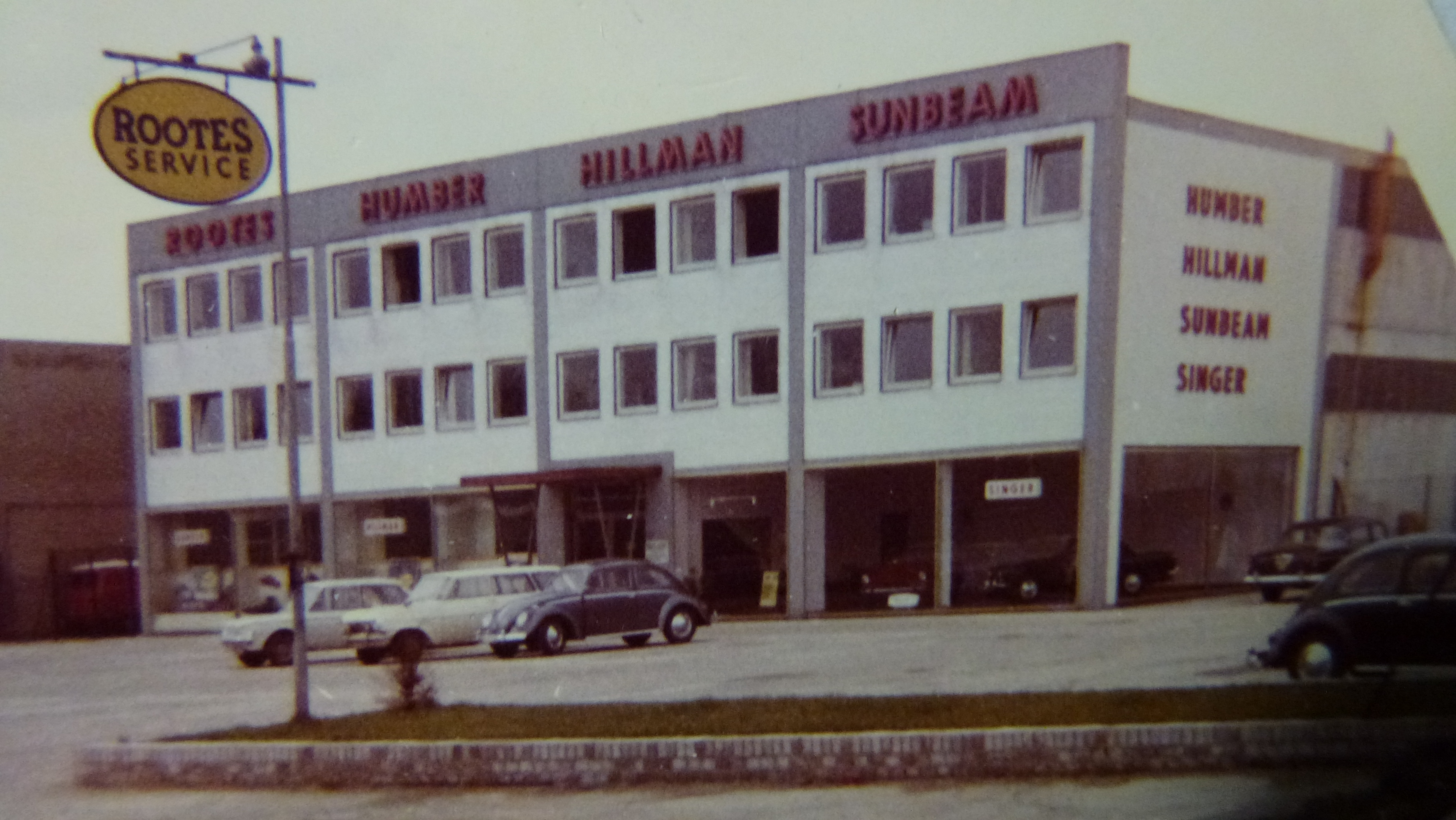
Firmensitz der ROOTES AUTOS DEUTSCHLAND GMBH

In Düsseldorf war, einst an der Emmastraße, dann mit der Vergrößerung der Werkstatt und den Verkaufsflächen an der Oberhausener Straße 17 in Düsseldorf-Rath, die Rootes Autos Deutschland GmbH ansässig. Diese war zugleich auch Importeur und unterhielt ein eingezäuntes Areal für die Lagerung von noch nicht verzollten Fahrzeugen. Dies war umso wichtiger, da die Rheinarmee der englischen Besatzungstruppen in Düsseldorf mit einer Kaserne am Ende der Oberhausener Straße ansässig war. Auch waren ehemalige Offiziere der Rheinarmee in der Firma tätig.
Im Zuge der Assoziierung (ROOTS und SIMCA) wurde mit Wirkung vom 1. Juli 1967 vereinbart, dass der Firma Deutsche Simca Vertriebsgesellschaft mbH die Einfuhr, der Vertrieb und der Service von Rootes-Produkten für den deutschen Markt übertragen würde. Die Betriebsstätte an der Oberhausener Straße 17 in Düsseldorf-Rath wurde weiterhin betrieben, um nun die Fahrzeuge von Simca, Rootes und Chrysler zu betreuen und zu warten.

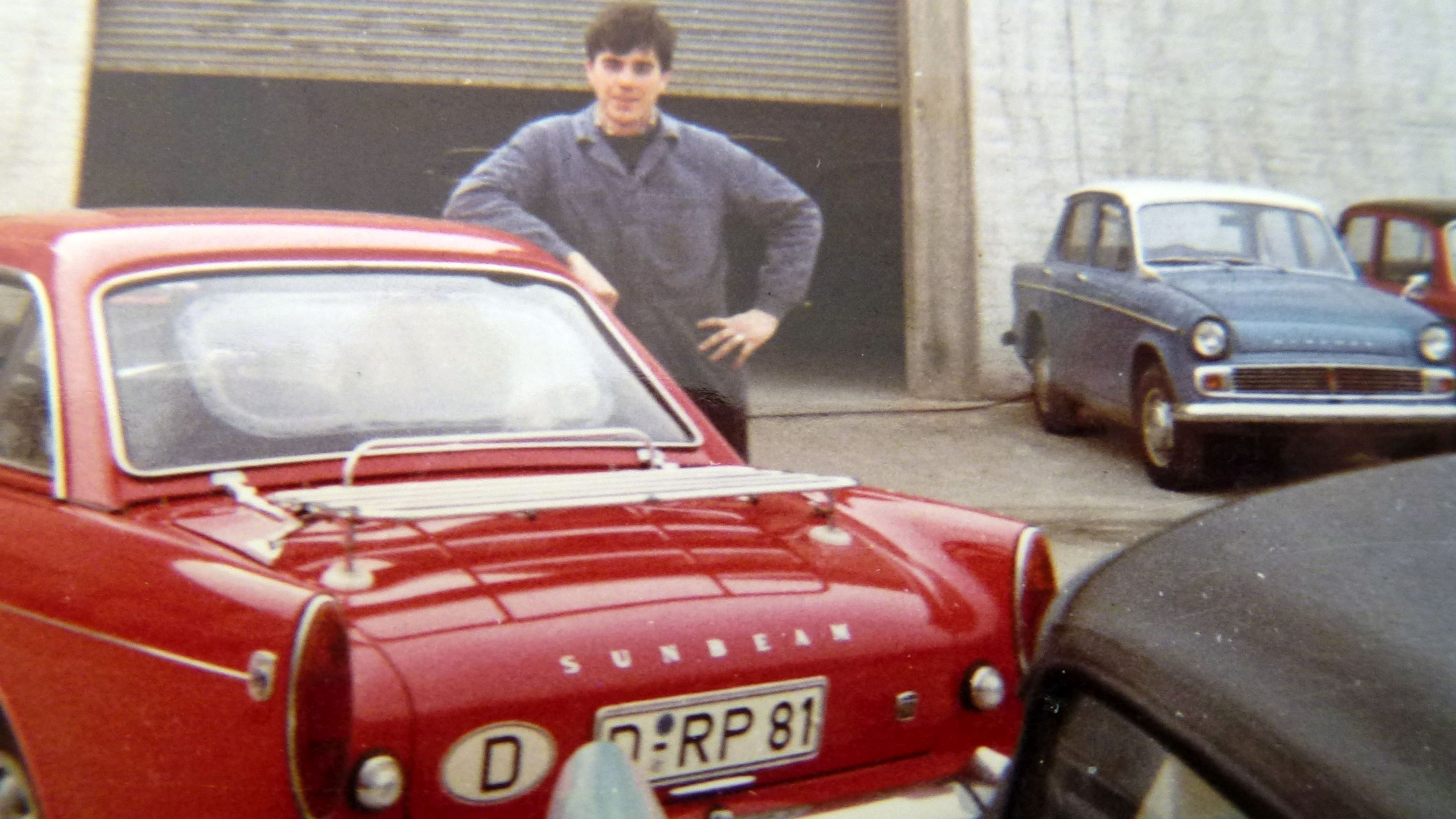

Erst am 31. Dezember 1969 wurde der Betrieb an der Oberhausener Straße 17 in Düsseldorf gänzlich eingestellt.

## Galerie

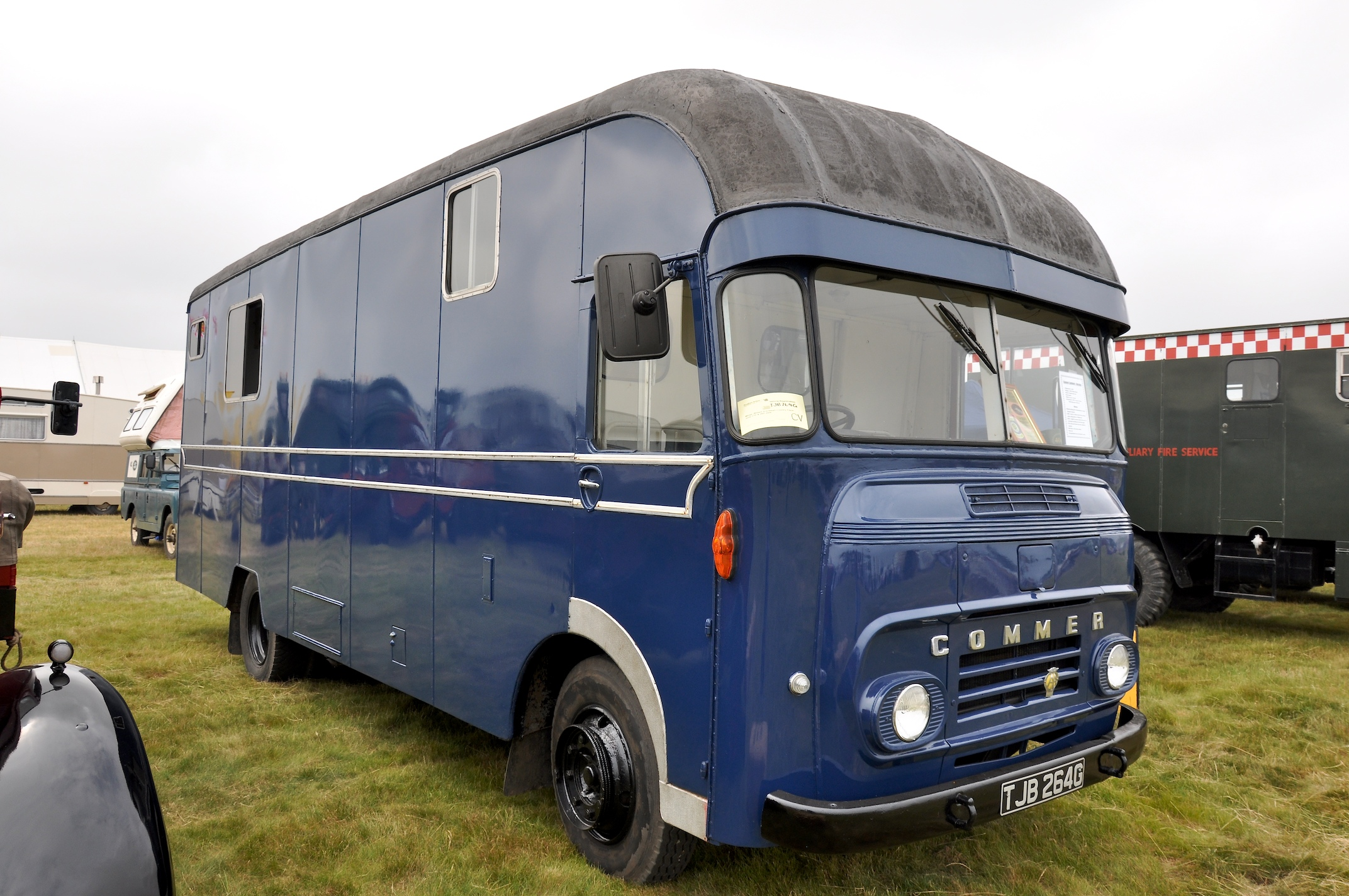
Commer Lambourn
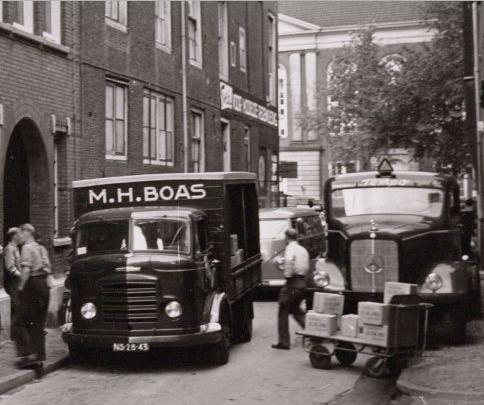
Karrier Bantam
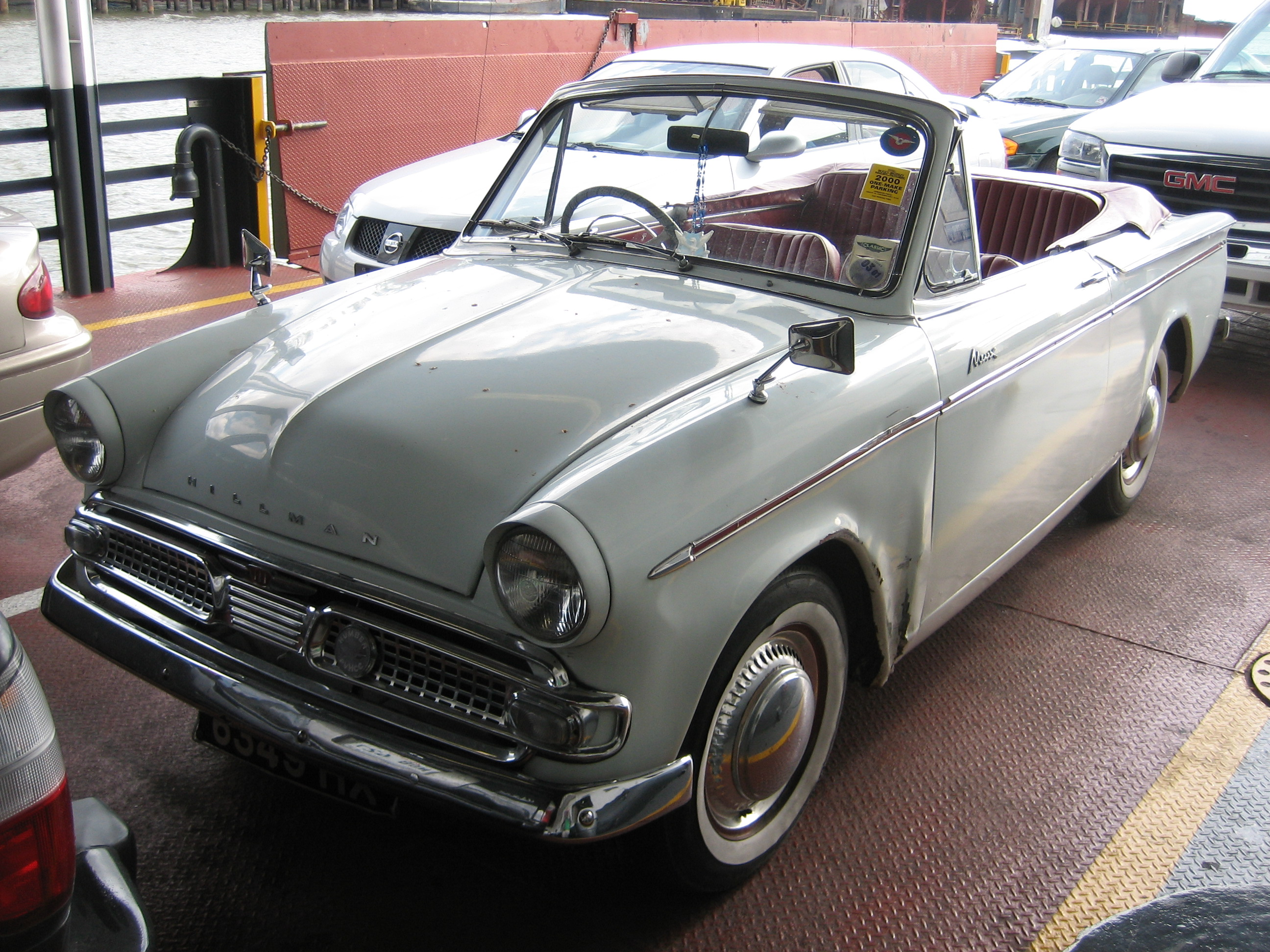
Hillman Minx
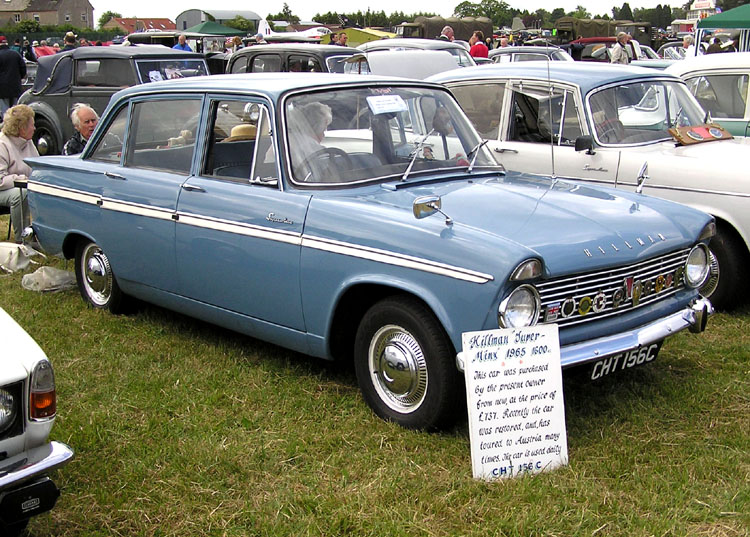
Hillman Super Minx
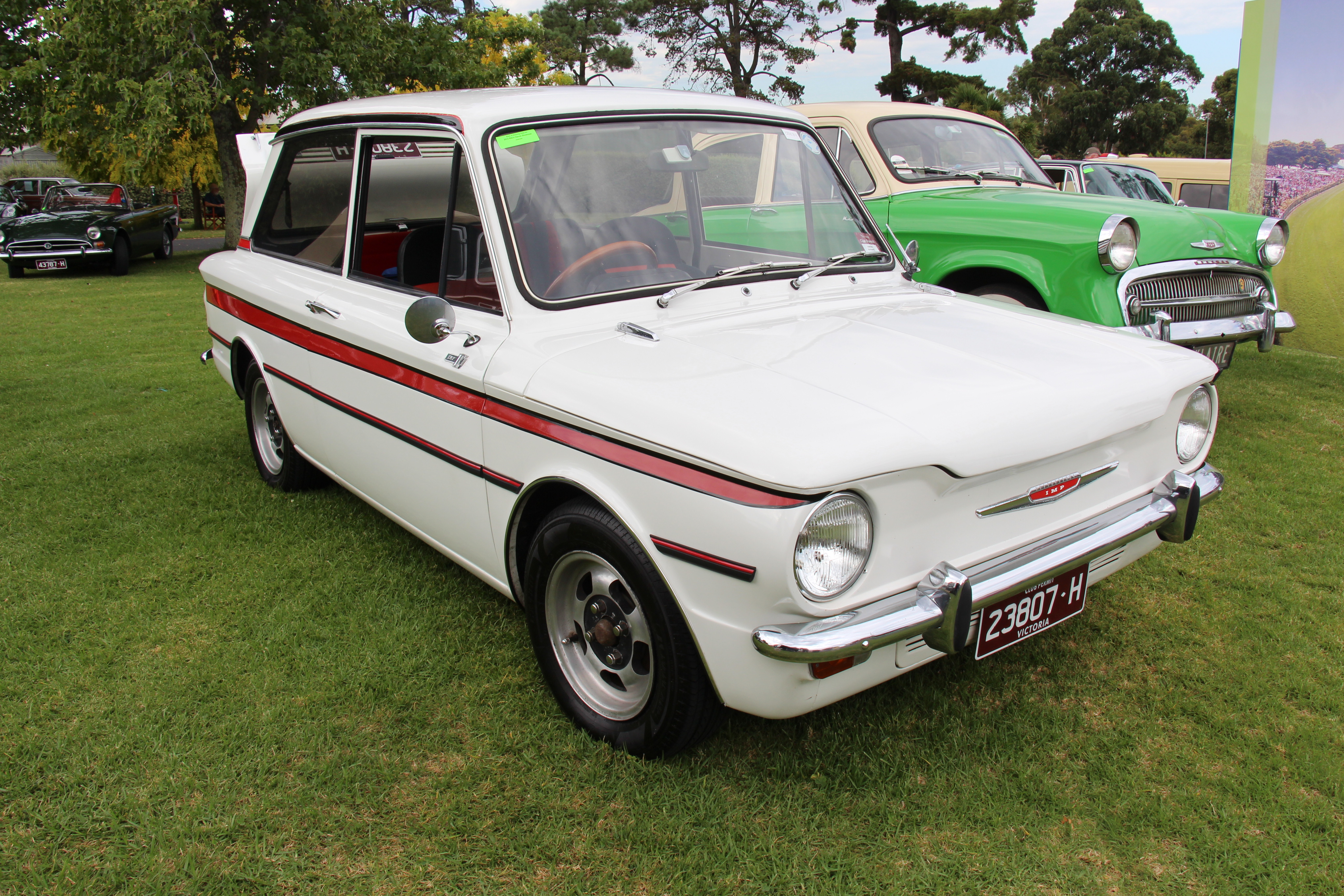
Hillman Imp
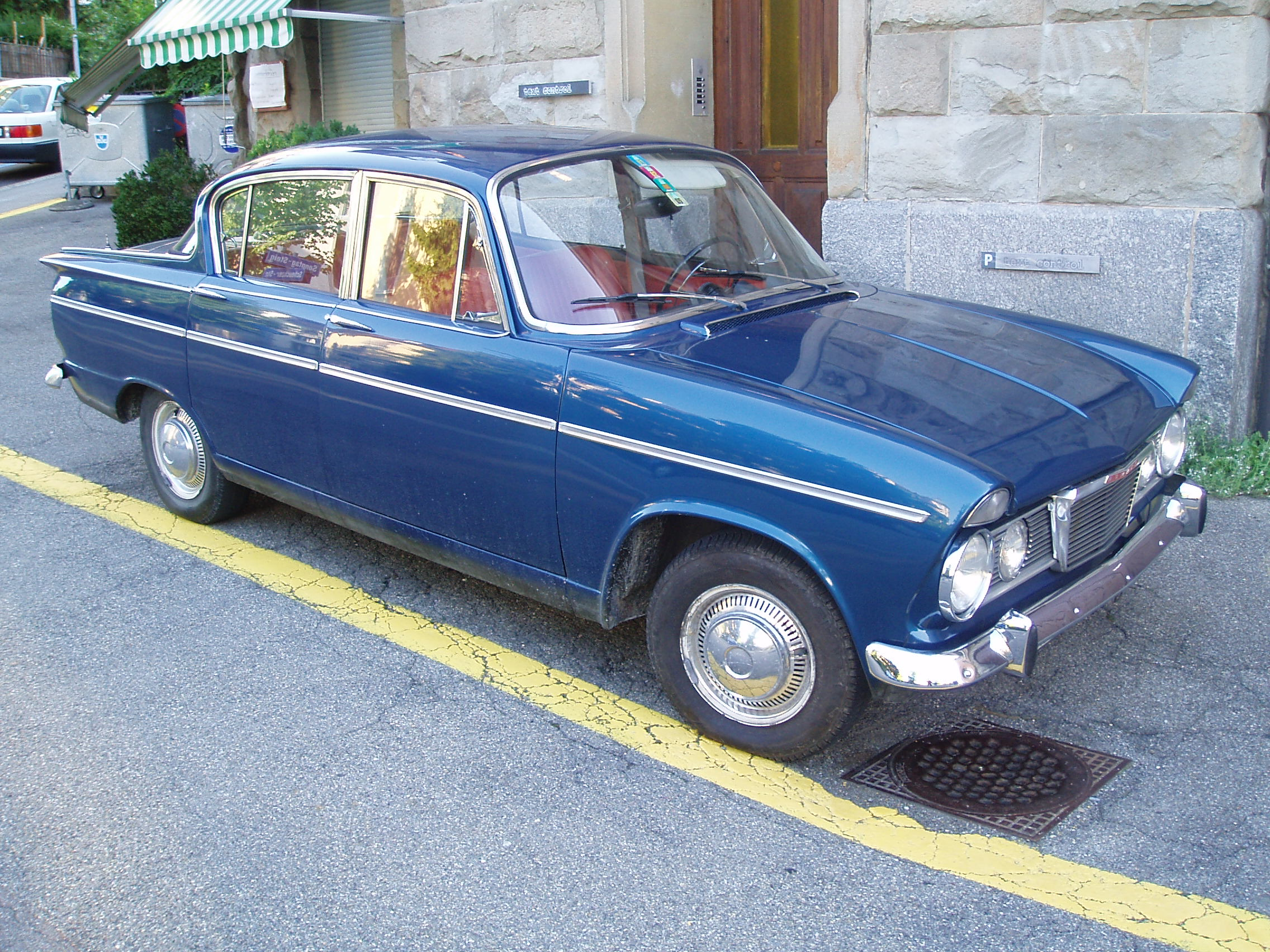
Humber Sceptre
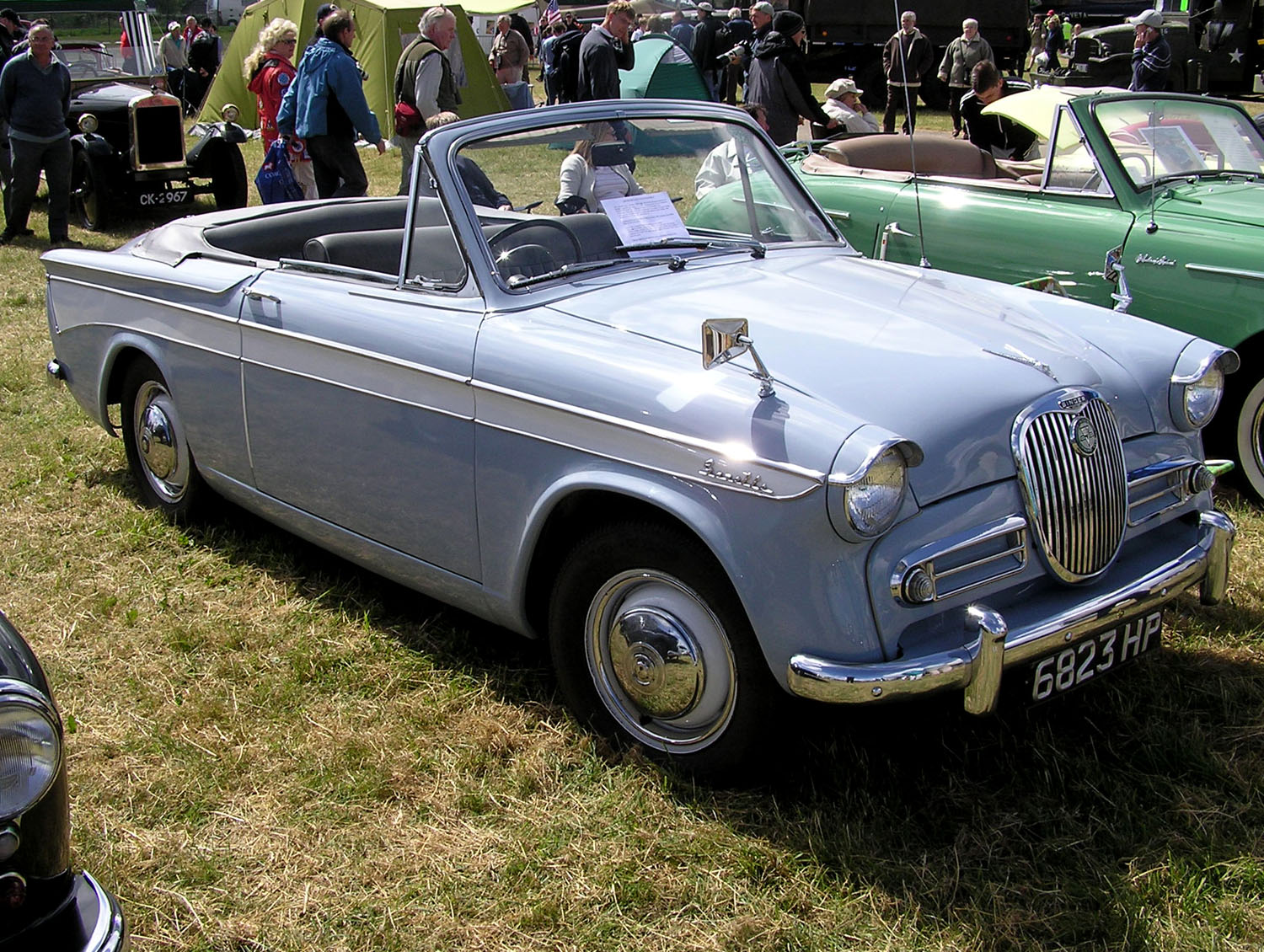
Singer Gazelle
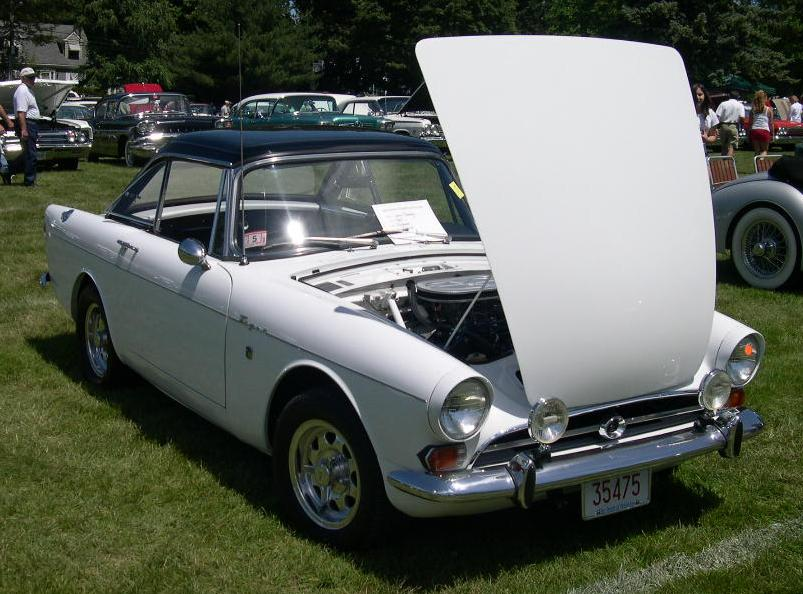
Sunbeam Tiger
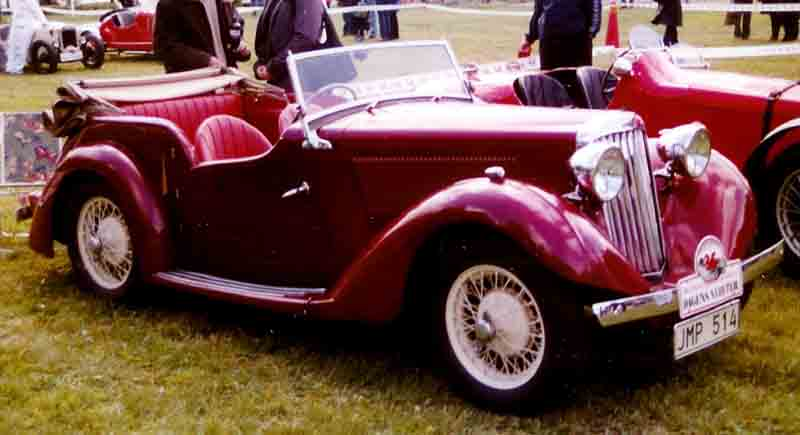
Talbot Ten Tourer

## Produktionszahlen Rootes LKW
| Jahr           | 1960 | 1961 | 1962 | 1963 | 1964 | 1965   | 1966 | 1967 | 1968   | 1969   | 1970 | 1971 |
| -------------- | ---- | ---- | ---- | ---- | ---- | ------ | ---- | ---- | ------ | ------ | ---- | ---- |
| LKW-Produktion |      |      |      |      |      | 35.406 |      |      | 25.507 | 29.459 |      |      |